# John Clayton (rugby)
Pour les articles homonymes, voir John Clayton.
John Clayton (Liverpool, 1848 - Londres, 1924) est l'un des premiers joueurs internationaux anglais de rugby. Il a joué comme forward au tout premier match international de l'histoire opposant l'Angleterre à l'Écosse le 27 mars 1871.

## Biographie
John Henry Clayton naît le 24 août 1848 à Liverpool.
Il entre dans le rugby de haut niveau de façon quelque peu accidentelle : selon un témoignage anonyme, Clayton est de petite carrure. Tandis que l'équipe première de son club, The School Twenty, joue la finale de la Cock House, lui joue sur un autre terrain un match little side (petit côté) avec les small boys (petit garçons). Quand l'un des joueurs de l'équipe première se blesse, ne trouvant aucun remplaçant, le capitaine s'adresse au small boys pour trouver un volontaire : le jeune Clayton se propose et marque l'essai de la victoire. Il intègre l'équipe première l'année suivante et obtient une cape contre l'équipe des Old Rugbeian.
Clayton entre ensuite en 1861, à l'âge de 15 ans, à la Rugby School, la première et principale école de rugby, où il apprend à jouer ce qu'on appelle à l'époque « le football joué selon les règles de Rugby ». Lorsqu'il quitte l'école, il part à Liverpool, où il travaille comme courtier en coton. Il évolue alors au le Liverpool Football Club, devenu le Liverpool St Helens Football Club,. C'est à cette époque un club de grande qualité, « rivalisant avec les clubs voisins avec un succès inébranlable ».

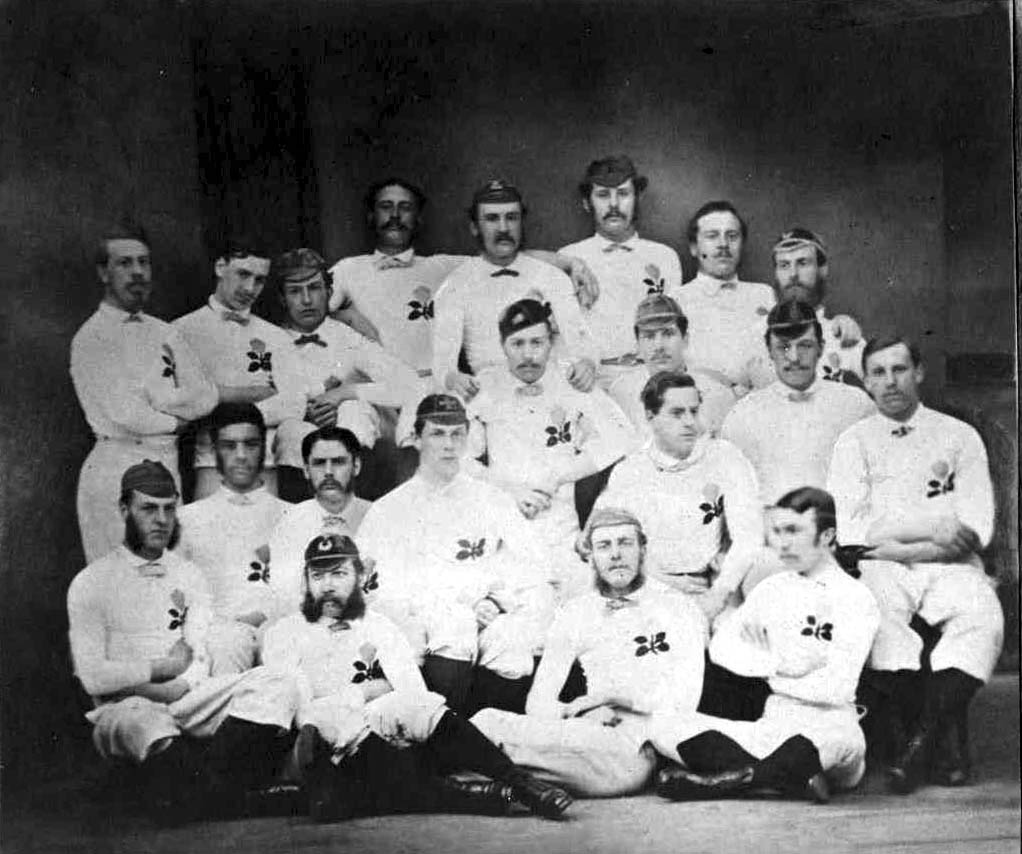
L'équipe d'Angleterre ayant disputé le premier match international de rugby de l'histoire, en 1871. Clayton est le troisième en partant de la gauche, dans le dernier rang.

Ayant évolué physiquement pour devenir particulièrement costaud — entre 108 et 114 kg —, il est repéré par les sélectionneurs de l'équipe d'Angleterre et s'entraîne dur, tous les matins avant d'aller travailler, pendant un mois avant le match, et s'affine afin d'être en forme pour le match.
Il fait ainsi partie des onze anciens élèves de la Rugby School à intégrer la première équipe d'Angleterre à l'occasion du tout premier match international de rugby de l'histoire contre l'Écosse. Joué le 27 mars 1871 à Raeburn Place, Édimbourg, il voit l'Écosse l'emporter 1 à 0 (1 transformation à 0),. Il attribue quelques années plus tard les raisons de la défaite au fait que les Anglais n'avaient aucun vécu commun, la plupart d'entre eux s'étant rencontrés pour la première fois dans les vestiaires avant le match.
Bien que sélectionné pour le deuxième match de l'équipe d'Angleterre l'année suivante, il n'est pas capable d'y prendre part et ce match du 27 mars 1871 demeure le seul qu'il joue pour son équipe nationale, comme douze autres joueurs ayant participé à cette première rencontre historique,.
John Clayton meurt le 21 mars 1924 à Londres.

## Postérité
Le musée anglais du rugby, appelé World Rugby Museum et hébergé dans l'enceinte du stade de Twickenham, conserve le maillot que John Clayton a porté lors de son match international, et en fait la pièce maîtresse de ses collections : c'est en effet le seul maillot de ce match qui ait survécu, mais surtout le plus ancien maillot de football, quel qu'en soit le code.